# Гайворон (Черниговская область)
Га́йворон (укр. Гайворон) — село, расположенное на территории Бахмачского района Черниговской области (Украина). Расположено на реке Басанка.

## Географическое положение
Село Гайворон находится примерно в 25 км к юго-востоку от центра города Бахмач. Средняя высота населённого пункта — 132 м над уровнем моря. Село находится в зоне умеренного умеренно континентального климата.

## История

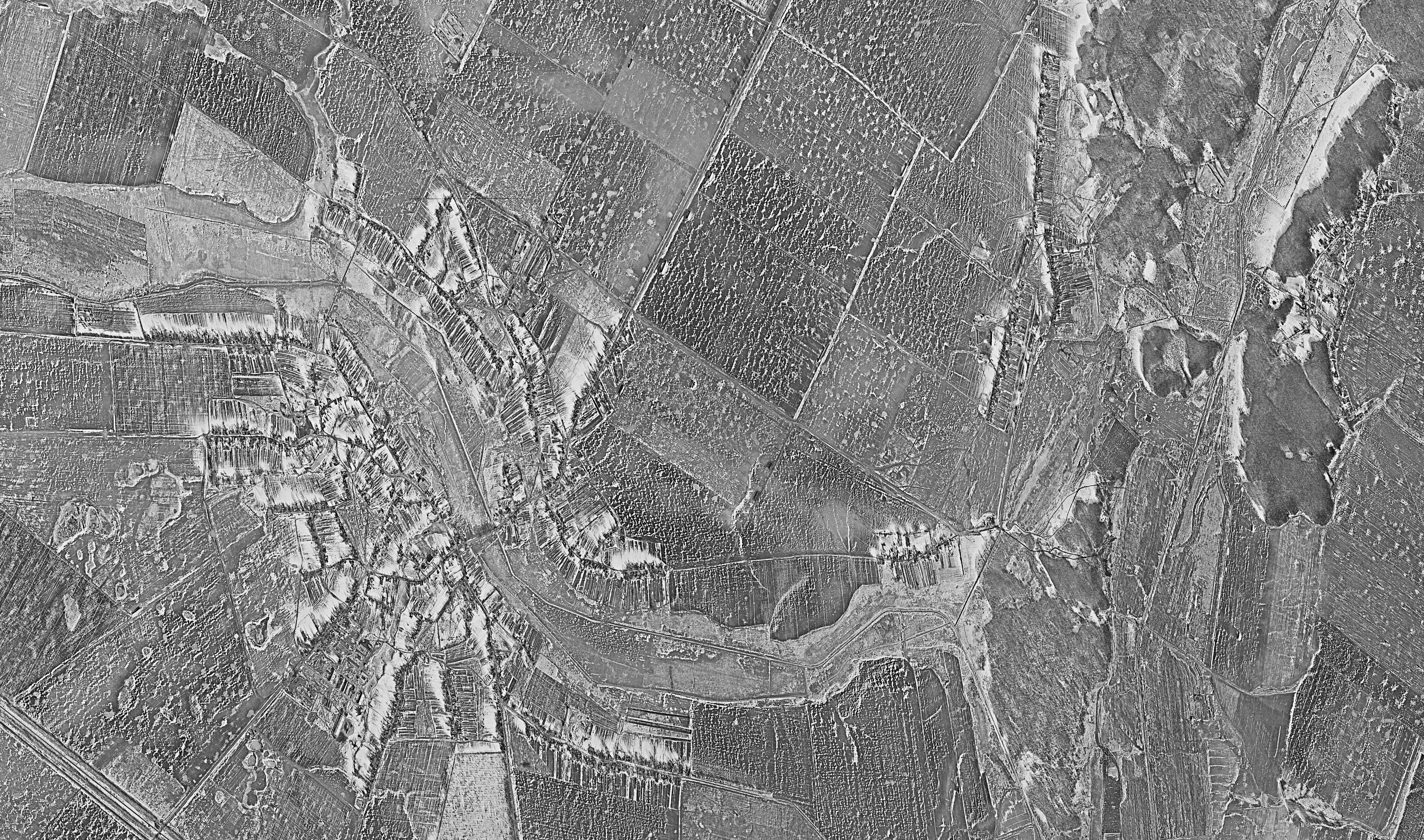
Спутниковая съёмка села Гайворон. 1984 год

Во время Левобережного восстания 1668—1669 годов под Гайвороном произошёл бой, в котором объединённое войско Крымского ханства и правобережного гетмана Дорошенко победило русский отряд, взяв плен Андрея Ромодановского.
Административно входило в состав Конотопского уезда Черниговской губернии Российской империи.

## Известные уроженцы
- Дикий, Андрей Иванович — русский зарубежный писатель, историк, политический деятель и журналист. Бывший власовец, заместитель начальника отдела кадров Гражданского управления Русского освободительного движения (РОД) и Русский общевоинский союз.
- Охрименко, Григорий Николаевич — советский контр-адмирал. Народный Герой Югославии.
- Ушаков, Константин Петрович — советский военачальник, комдив.